# Erlon
Erlon est une commune française située dans le département de l'Aisne en région Hauts-de-France.

## Géographie

### Description
Erlon est un village rural de l'Aisne situé à une vingtaine de kilomètres au nord-est de Laon, 34 km au sud-est de Saint-Quentin, 42 km au sud-ouest de la Frontière franco-belge et de Charleville-Mézières.
La commune, aisément accessible par la route nationale 2, est  traversée par la ligne de La Plaine à Hirson et Anor (frontière) dont la station la plus proche est la Gare de Voyenne desservie  par des trains TER Hauts-de-France, omnibus qui effectuent des missions entre les gares de Laon et d'Hirson ou d'Aulnoye-Aymeries.

### Communes limitrophes
|                 | Châtillon-lès-Sons |                  |
| Bois-lès-Pargny | Erlon              | Marcy-sous-Marle |
|                 | Dercy              | Voyenne          |

### Hydrographie
La commune est située dans le bassin Seine-Normandie. Elle est drainée par la Serre et le Vilpion,.
La Serre, d'une longueur de 96 km, prend sa source dans la commune de La Férée, à 265 m d'altitude, et se jette  dans l'Oise (rive gauche) à Danizy, à 52 m d'altitude, après avoir traversé 39 communes. Les caractéristiques hydrologiques du la Serre sont données par la station hydrologique située sur la commune de Mortiers. Le débit moyen mensuel est de 7,66 m3/s. Le débit moyen journalier maximum est de 58,9 m3/s, atteint lors de la crue du 6 janvier 2001. Le débit instantané maximal est quant à lui de 59,2 m3/s, atteint le même jour.

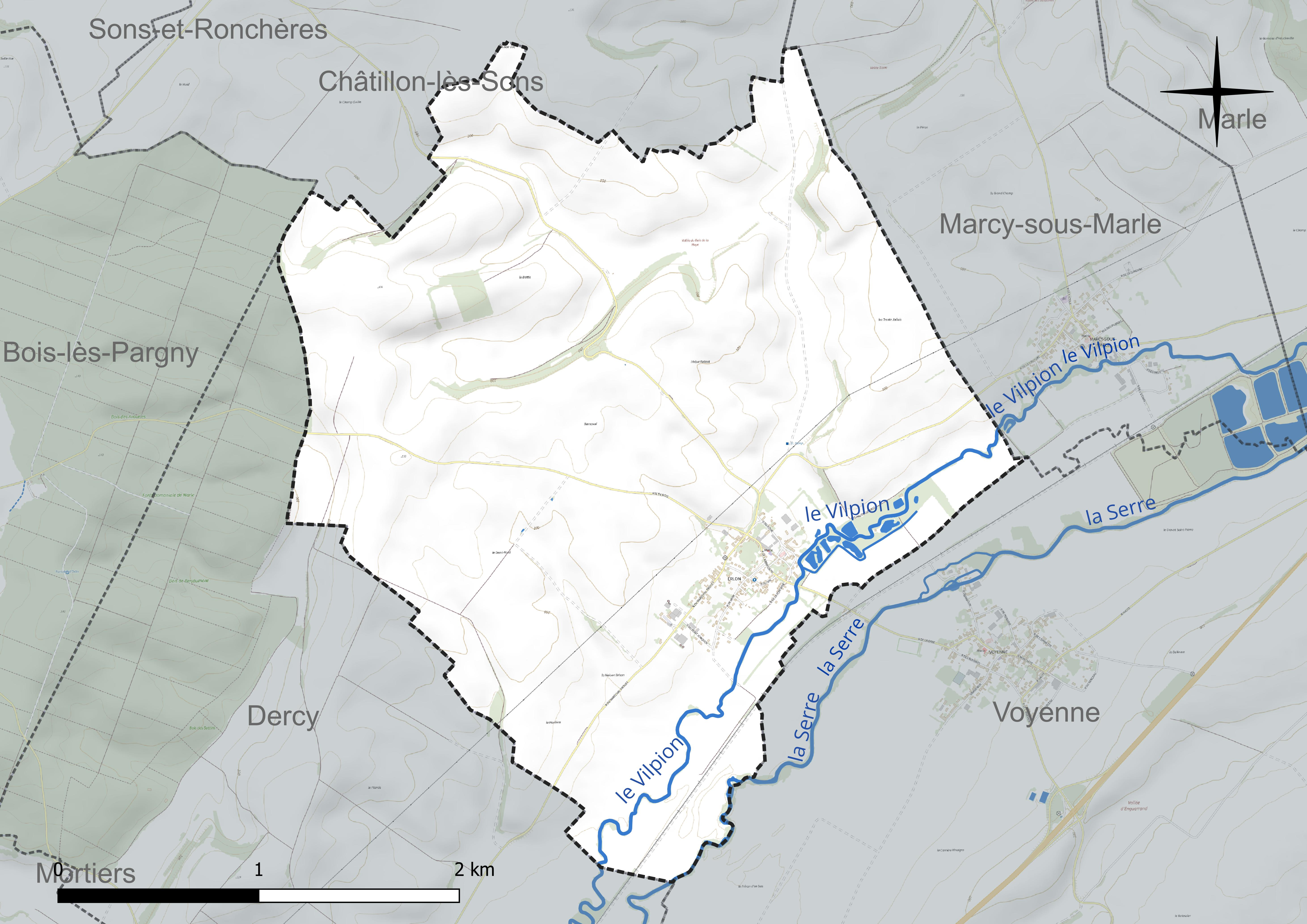
Réseau hydrographique d'Erlon.

Le Vilpion, d'une longueur de 43 km, prend sa source dans la commune de Plomion et se jette  dans la Serre à Dercy, après avoir traversé 17 communes.

### Climat
Pour des articles plus généraux, voir Climat des Hauts-de-France et Climat de l'Aisne.
En 2010, le climat de la commune est de type climat océanique dégradé des plaines du Centre et du Nord, selon une étude du CNRS s'appuyant sur une série de données couvrant la période 1971-2000. En 2020, Météo-France publie une typologie des climats de la France métropolitaine dans laquelle la commune est exposée à un climat océanique altéré et est dans la région climatique Nord-est du bassin Parisien, caractérisée par un ensoleillement médiocre, une pluviométrie moyenne régulièrement répartie au cours de l'année et un hiver froid (3 °C).
Pour la période 1971-2000, la température annuelle moyenne est de 10,3 °C, avec une amplitude thermique annuelle de 15 °C. Le cumul annuel moyen de précipitations est de 725 mm, avec 11,8 jours de précipitations en janvier et 9,1 jours en juillet. Pour la période 1991-2020, la température moyenne annuelle observée sur la station météorologique la plus proche, située sur la commune d'Aulnois-sous-Laon à 15 km à vol d'oiseau, est de 11,0 °C et le cumul annuel moyen de précipitations est de 685,6 mm,. Pour l'avenir, les paramètres climatiques de la commune estimés pour 2050 selon différents scénarios d'émission de gaz à effet de serre sont consultables sur un site dédié publié par Météo-France en novembre 2022.

## Urbanisme

### Typologie
Au 1er janvier 2024, Erlon est catégorisée commune rurale à habitat dispersé, selon la nouvelle grille communale de densité à 7 niveaux définie par l'Insee en 2022.
Elle est située hors unité urbaine. Par ailleurs la commune fait partie de l'aire d'attraction de Laon, dont elle est une commune de la couronne,. Cette aire, qui regroupe 106 communes, est catégorisée dans les aires de 50 000 à moins de 200 000 habitants,.

### Occupation des sols
L'occupation des sols de la commune, telle qu'elle ressort de la base de données européenne d'occupation biophysique des sols Corine Land Cover (CLC), est marquée par l'importance des territoires agricoles (95,7 % en 2018), une proportion identique à celle de 1990 (95,7 %). La répartition détaillée en 2018 est la suivante : 
terres arables (91,6 %), zones urbanisées (4 %), zones agricoles hétérogènes (3 %), prairies (1,2 %), forêts (0,3 %).
L'évolution de l'occupation des sols de la commune et de ses infrastructures peut être observée sur les différentes représentations cartographiques du territoire : la carte de Cassini (XVIIIe siècle), la carte d'état-major (1820-1866) et les cartes ou photos aériennes de l'IGN pour la période actuelle (1950 à aujourd'hui).

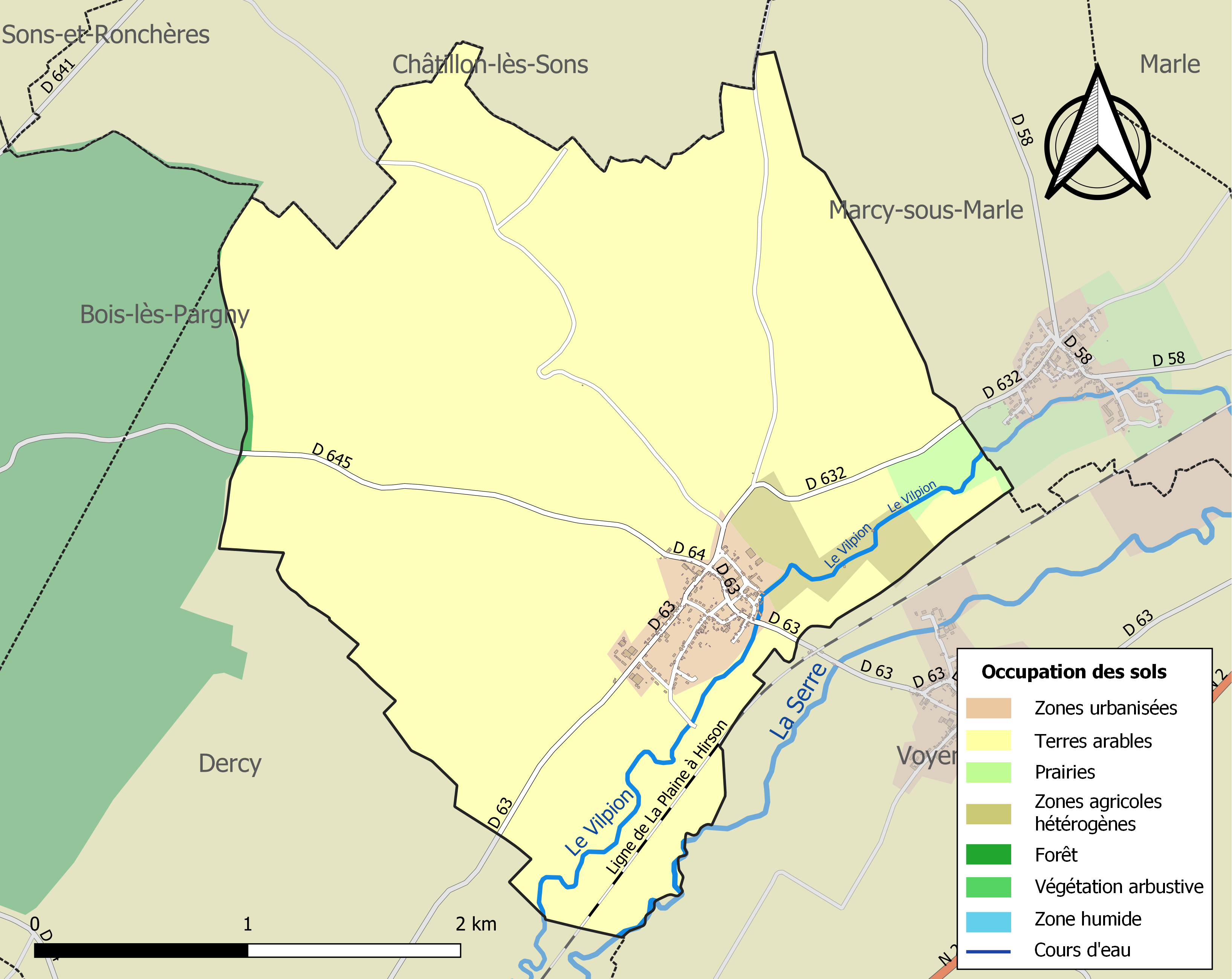
Carte des infrastructures et de l'occupation des sols de la commune en 2018 (CLC).

### Habitat et logement
En 2018, le nombre total de logements dans la commune était de 127, alors qu'il était de 126 en 2013 et de 121 en 2008.
Parmi ces logements, 92,4 % étaient des résidences principales, 6,8 % des résidences secondaires et 0,8 % des logements vacants. Ces logements étaient pour 99,2 % d'entre eux des maisons individuelles et pour 0 % des appartements.
Le tableau ci-dessous présente la typologie des logements à Erlon en 2018 en comparaison avec celle de l'Aisne et de la France entière. Une caractéristique marquante du parc de logements est ainsi une proportion de résidences secondaires et logements occasionnels (6,8 %) supérieure à celle du département (3,5 %) et à celle de la France entière (9,7 %). Concernant le statut d'occupation de ces logements, 86,4 % des habitants de la commune sont propriétaires de leur logement (86,1 % en 2013), contre 61,6 % pour l'Aisne et 57,5 pour la France entière.
| Typologie                                               | Erlon | Aisne | France entière |
| ------------------------------------------------------- | ----- | ----- | -------------- |
| Résidences principales (en %)                           | 92,4  | 86,7  | 82,1           |
| Résidences secondaires et logements occasionnels (en %) | 6,8   | 3,5   | 9,7            |
| Logements vacants (en %)                                | 0,8   | 9,8   | 8,2            |

## Toponymie
Le nom du village apparaît pour la première fois en 1143, sous l'appellation latine de Villa que dicitur Araleonis dans un cartulaire de l'abbaye Saint-Martin de Laon, ensuite Herlons, Erluns, Erlunz, Herlon en 1579, Paroisse Notre-Dame d'Erlon et enfin l'orthographe actuelle Erlon sur la carte de Cassini vers 1750.

## Histoire

### Époque moderne
La carte de Cassini montre qu'au XVIIIe siècle, Erlon était une paroisse située sur la rive droite de la rivière le Vilpion. Contrairement à beaucoup de villages de la région, Erlon n'a alors aucun hameau ni écart.
Un moulin à eau, dont les vestiges sont encore présents de nos jours, est symbolisé par une roue dentée sur la rivière.

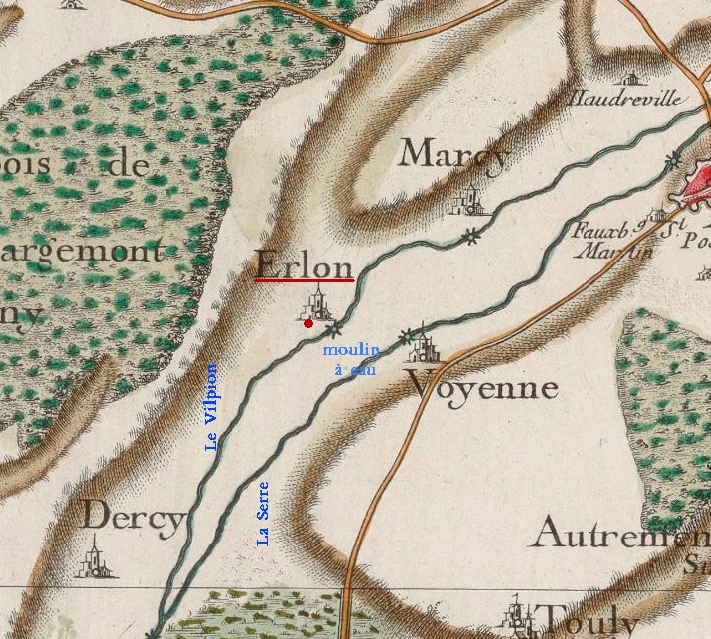
Carte de Cassini du secteur vers 1750.
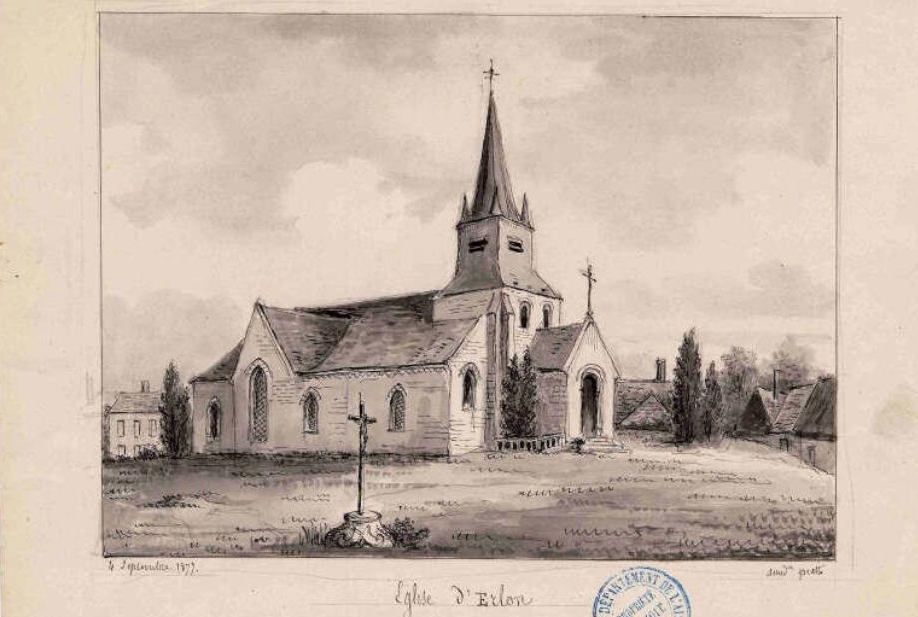
Dessin de l'église d'Erlon en 1877 par Amédée Piette.

### Première Guerre mondiale
Le village a subi d'importantes destructions pendant la guerre et a  été décoré de la Croix de guerre 1914-1918, le 17 octobre 1920.

## Politique et administration

### Découpage territorial
La commune d'Erlon est membre de la communauté de communes du Pays de la Serre, un établissement public de coopération intercommunale (EPCI) à fiscalité propre créé le 17 décembre 1992 dont le siège est à Crécy-sur-Serre. Ce dernier est par ailleurs membre d'autres groupements intercommunaux.
Sur le plan administratif, elle est rattachée à l'arrondissement de Laon, au département de l'Aisne et à la région Hauts-de-France. Sur le plan électoral, elle dépend du  canton de Marle pour l'élection des conseillers départementaux, depuis le redécoupage cantonal de 2014 entré en vigueur en 2015, et de la troisième circonscription de l'Aisne  pour les élections législatives, depuis le dernier découpage électoral de 2010.

### Administration municipale
| Période                                  | Période                    | Identité        | Étiquette | Qualité                                   |
| ---------------------------------------- | -------------------------- | --------------- | --------- | ----------------------------------------- |
| Les données manquantes sont à compléter. |                            |                 |           |                                           |
| mars 2001                                | mars 2008                  | François Legros |           |                                           |
| mars 2008                                | En cours (au 11 juin 2020) | Louise Dupont   | DVD       | Employée Réélue pour le mandat 2020-2026, |

## Démographie
L'évolution du nombre d'habitants est connue à travers les recensements de la population effectués dans la commune depuis 1793. Pour les communes de moins de 10 000 habitants, une enquête de recensement portant sur toute la population est réalisée tous les cinq ans, les populations de référence des années intermédiaires étant quant à elles estimées par interpolation ou extrapolation. Pour la commune, le premier recensement exhaustif entrant dans le cadre du nouveau dispositif a été réalisé en 2004.

En 2022, la commune comptait 284 habitants, en évolution de +0,71 % par rapport à 2016 (Aisne : −1,97 %, France hors Mayotte : +2,11 %).
| 1793 | 1800 | 1806 | 1821 | 1831 | 1836 | 1841 | 1846 | 1851 |
| ---- | ---- | ---- | ---- | ---- | ---- | ---- | ---- | ---- |
| 470  | 512  | 562  | 580  | 604  | 587  | 600  | 613  | 626  |

| 1856 | 1861 | 1866 | 1872 | 1876 | 1881 | 1886 | 1891 | 1896 |
| ---- | ---- | ---- | ---- | ---- | ---- | ---- | ---- | ---- |
| 586  | 591  | 556  | 583  | 521  | 579  | 461  | 447  | 425  |

| 1901 | 1906 | 1911 | 1921 | 1926 | 1931 | 1936 | 1946 | 1954 |
| ---- | ---- | ---- | ---- | ---- | ---- | ---- | ---- | ---- |
| 426  | 430  | 405  | 389  | 359  | 370  | 331  | 338  | 346  |

| 1962 | 1968 | 1975 | 1982 | 1990 | 1999 | 2004 | 2006 | 2009 |
| ---- | ---- | ---- | ---- | ---- | ---- | ---- | ---- | ---- |
| 254  | 224  | 241  | 255  | 269  | 300  | 291  | 289  | 291  |

| 2014 | 2019 | 2022 | - | - | - | - | - | - |
| ---- | ---- | ---- | - | - | - | - | - | - |
| 290  | 287  | 284  | - | - | - | - | - | - |

## Culture locale et patrimoine

### Lieux et monuments
- Église de la Visitation-de-la-Sainte-Vierge.
- Monument aux morts.
- Croix de chemin.

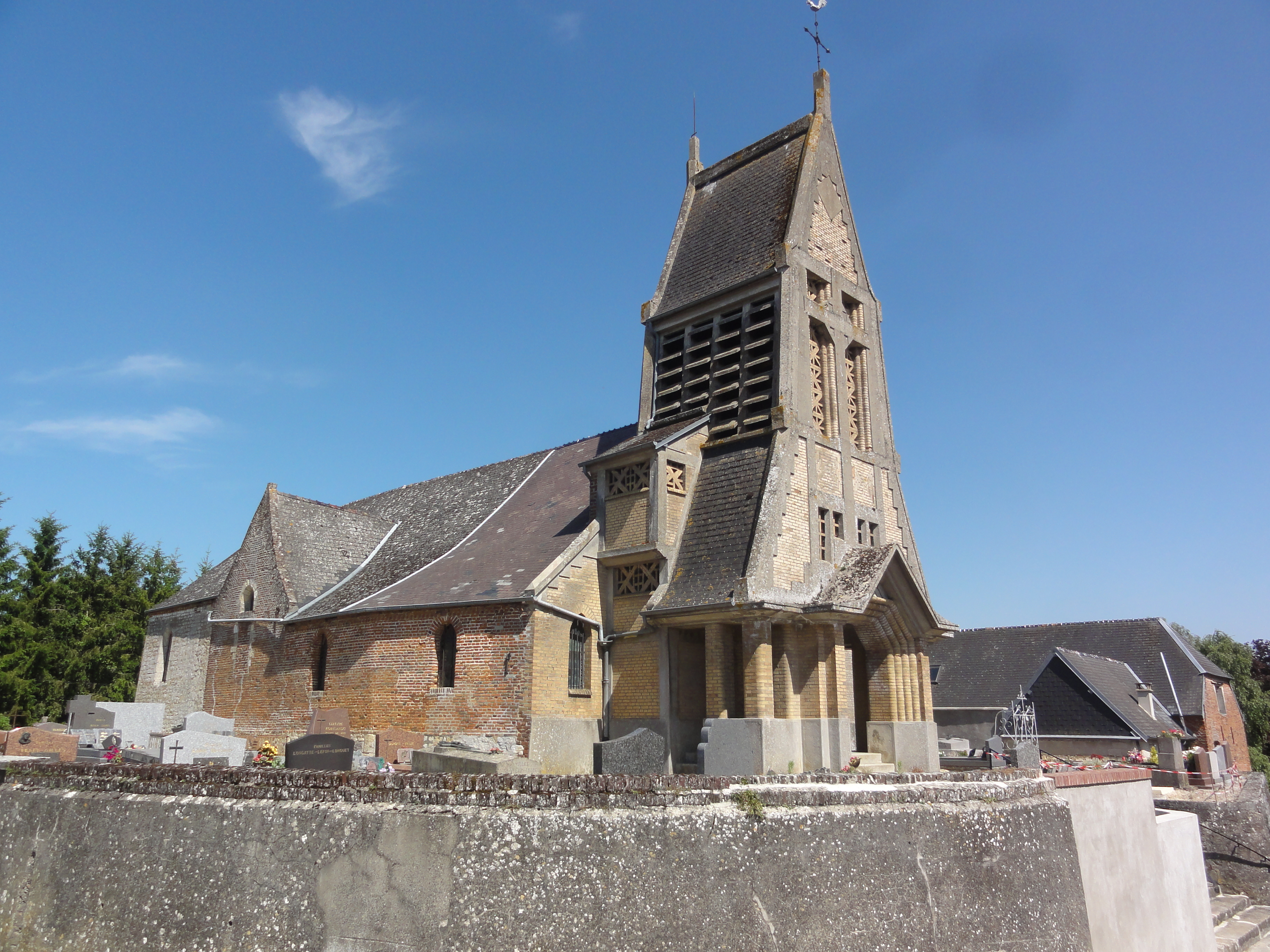
Église de la Visitation.
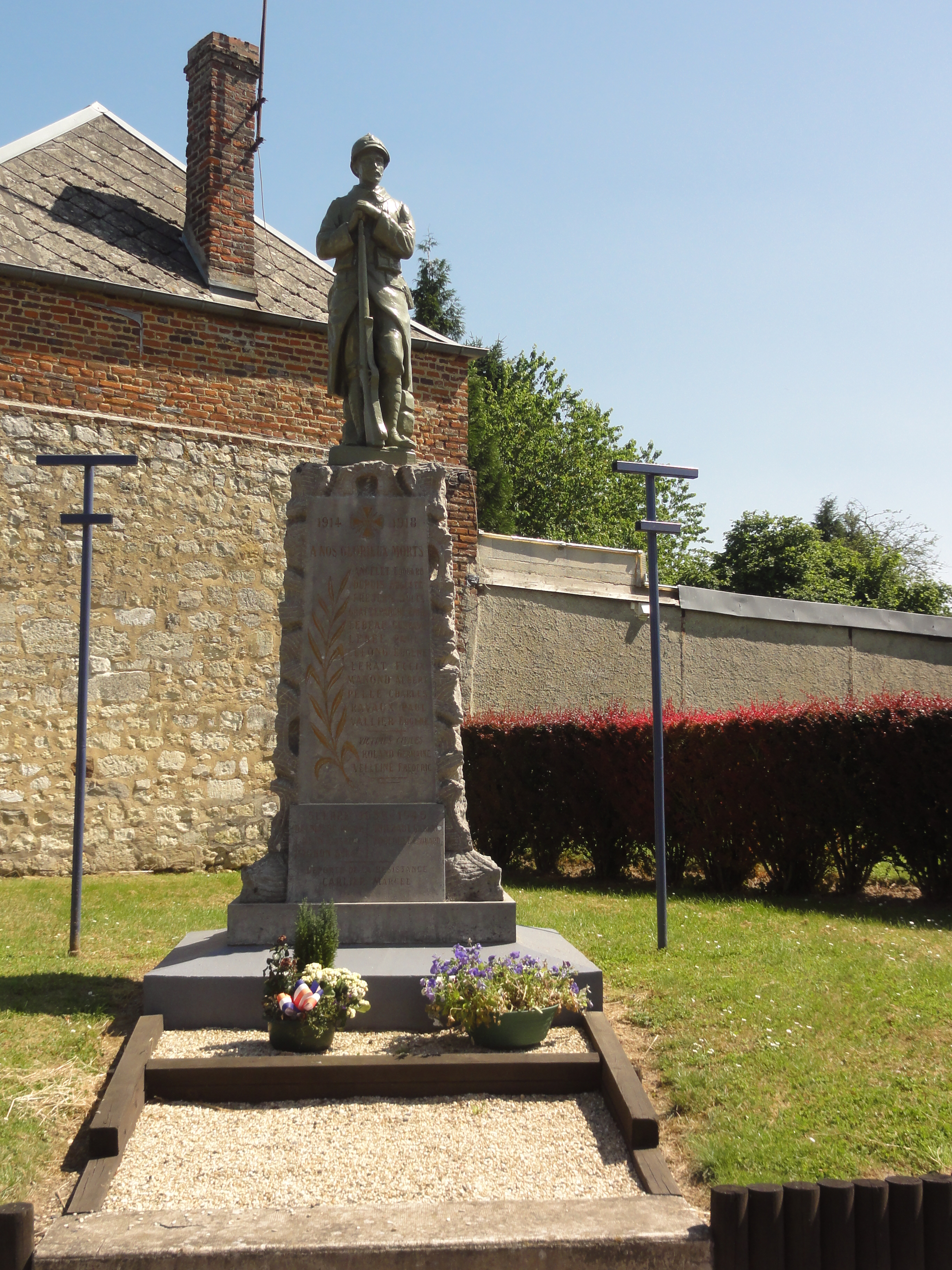
Monument aux morts.
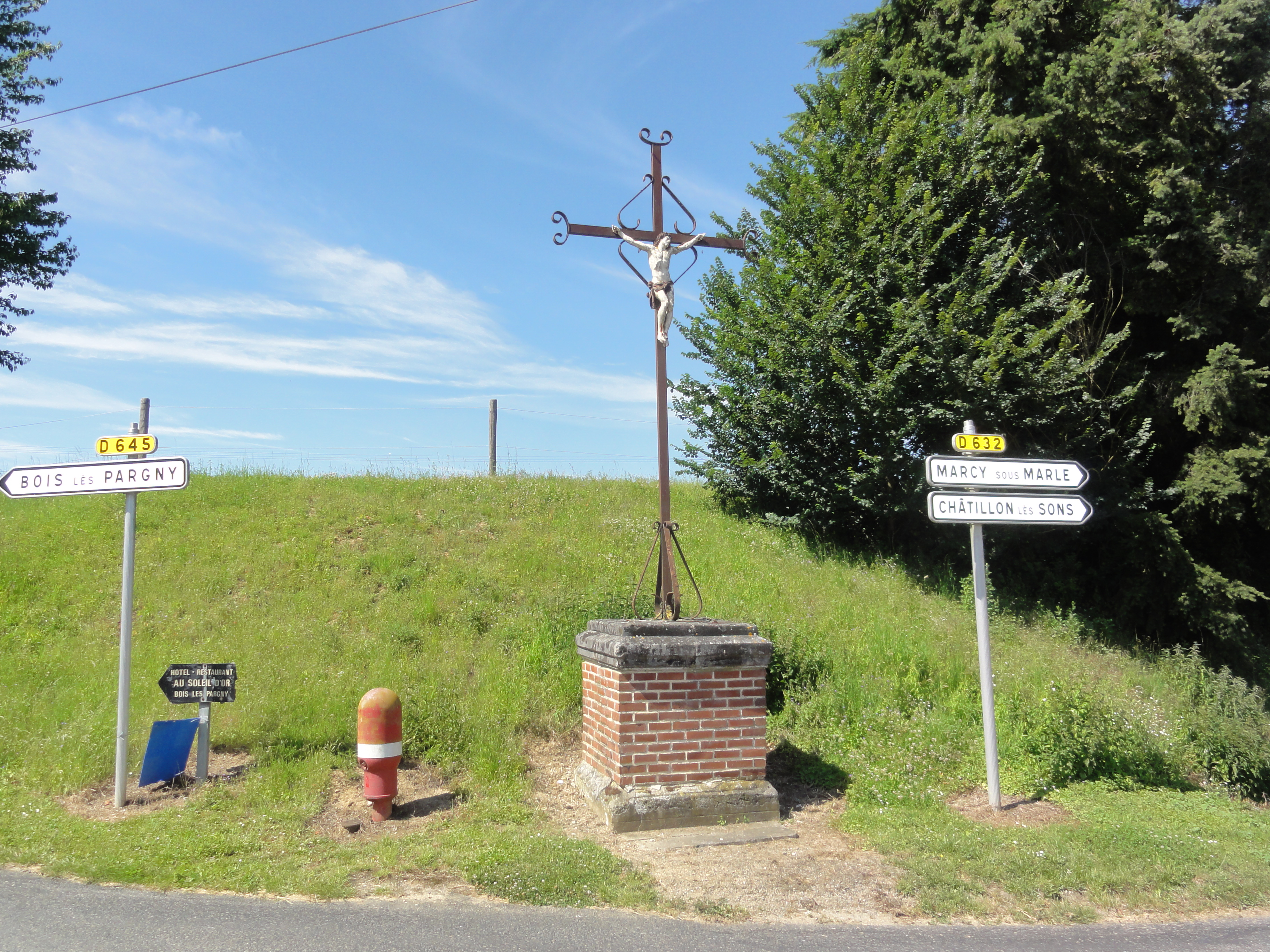
Croix de chemin.

### Personnalités liées à la commune
Jean-Baptiste Drouet d'Erlon (1765-1844), général français né à Reims, est fait comte d'Erlon par lettres patentes en 1809 (noblesse d'Empire). Sa statue en bronze, réalisée vers 1849  par le sculpteur rémois Louis Rochet et réalisée par la Fonderie Eck et Durand, orne une place de Reims.

## Pour approfondir